# Lagoa de estabilização
As lagoas de estabilização são locais para tratamento de efluentes, por processos químicos e biológicos, com o objetivo de reter a matéria orgânica e gerar água com qualidade para retornar ao meio ambiente.
São lagoas constituídas de forma simples onde os esgotos entram em uma extremidade e saem na oposta. A matéria orgânica em suspensão é depositada no fundo da lagoa por ação da Gravidade, formando um lodo que se estabiliza. O processo de tratamento da água contaminada se baseia nos princípios da respiração e da fotossíntese das algas existentes no esgoto. Estes organismos produzem oxigênio na presença de luz, que é liberado através da fotossíntese. Esse oxigênio dissolvido é utilizado pelas bactérias aeróbicas (respiração) para se alimentarem da matéria orgânica em suspensão. O resultado é a produção de sais minerais (alimento das algas) e de gás carbônico.
Assim, cumpre o objetivo de reduzir a carga orgânica através de processos biológicos naturais, controlados e otimizados, além de remover agentes patogênicos do efluente.
Esse método se apresenta como umas das tecnologias mais simples e de baixo custo operacional, devido aos elevados valores de remoção de matéria orgânica e patógenos, sendo empregada em todo o mundo, principalmente em regiões de clima tropical.
Os mecanismos envolvidos na remoção de matéria orgânica no sistema de lagoas de estabilização são resultados da simbiose que ocorre entre bactérias e algas. As bactérias facultativas utilizam a matéria orgânica como fonte de energia provocando a decomposição da matéria orgânica. Quando esse processo é efetuado pela respiração aeróbia, as algas desempenham papel fundamental, pois são responsáveis pela produção de oxigênio através da fotossíntese e pela remoção de nutrientes. Para que esses processos ocorram, a luminosidade e a temperatura são essenciais.
O sistema de lagoas de estabilização pode consistir de uma única lagoa ou várias lagoas em série. Após o tratamento o efluente pode ser devolvido às águas superficiais ou reutilizado como água de irrigação se o efluente cumprir os padrões de efluentes requeridos na legislação.

## Conceito de Estabilização
O Esgoto possui grandes quantidades de matéria orgânica em sua constituição. A matéria orgânica é alimento para microorganismos que vivem em ambientes de águas superficiais, como lagos e rios. Na presença de matéria orgânica e condições adequadas do meio (estabelecida cientificamente como Demanda Bioquímica de Oxigênio-DBO), estes microrganismos são capazes de produzir energia e se reproduzirem através da respiração. Neste processo, a matéria orgânica é convertida, principalmente, em gás carbônico e água, componentes estáveis para o meio e que não causam contaminação do corpo receptor. Este processo é chamado de estabilização da matéria orgânica.
No entanto, esses organismos consomem oxigênio no processo de respiração, e a concentração deste recurso no meio aquoso é reduzida. Este fator é prejudicial para a saúde do corpo hídrico, uma vez que a falta de oxigênio no meio pode afetar a Biota, principalmente a presença de macrovida (por exemplo, peixes). Assim, se o esgoto for lançado sem tratamento em um corpo receptor (como Rio, Córrego, Solo ou um Organismo como o Humano), pode trazer consequências graves para o Ecossistema presente.
Para evitar os problemas citados, as lagoas de estabilização recebem o esgoto e reproduzem os fenômenos biológicos citados anteriormente, de forma que a matéria orgânica seja estabilizada antes que o efluente seja diretamente lançado em um corpo d’água. Dessa forma, esses mecanismos de remoção da matéria orgânica recebem o nome de lagoas de estabilização de resíduos.

## Microorganismos[3]
As reações de decomposição e conversão da matéria orgânica é resultado das relações Simbióticas entre espécies de Bactérias e de Algas. A matéria orgânica em suspensão no efluente sedimenta no fundo da lagoa, constituindo o lodo de fundo, uma zona Anaeróbica. Este lodo é decomposto por bactérias anaeróbicas, sendo convertido vagarosamente em Gás carbônico, Água, Metano e outros. A matéria orgânica que está dissolvida no efluente e a que está em suspensão se localiza na parte superficial, denominada zona Aeróbica, oxidadas por meio de bactérias aeróbicas.
As algas são outro grupo essencial de microrganismos presentes nas lagoas de estabilização. Elas não dependem diretamente do material orgânico presente no efluente. Em vez disso, as algas, com a exposição adequada ao sol, realizam a Fotossíntese e produzem energia para seu Metabolismo. Nesse processo, liberam Oxigénio. O excesso de oxigênio liberado suporta a respiração feita pelos organismos aeróbicos, presentes em algumas lagoas. O oxigênio atmosférico também é dissolvido no efluente, o que ajuda a manter uma camada aeróbia no topo da superfície da lagoa.

## Níveis de Oxigênio
A concentração de oxigênio varia na coluna de líquido: perto da superfície, as concentrações são altas e suportam o crescimento de organismos aeróbicos. Perto do fundo do lago, a penetração da luz solar é baixa e, portanto, a atividade fotossintética é reduzida. Isso faz com que as concentrações de oxigênio sejam baixas nessa faixa da lagoa. Finalmente, dentro dos sedimentos da camada inferior, não há oxigênio, de forma que a matéria orgânica é removida pela digestão realizada por organismos anaeróbios.

## Remoção dePatógenos
Patógenos podem ser eficientemente removidos em tanques de estabilização de resíduos. O processo baseia-se principalmente em tanques de maturação para remoção de patógenos, embora algumas remoções também ocorram nas outras lagoas do sistema. Quanto maior o número de lagoas na série, mais eficiente a remoção do patógeno.
A remoção de bactérias e vírus patogênicos ocorre principalmente por inativação. Os patógenos são inativados como resultado de uma complexa interação de mecanismos que envolvem o PH (o pH das lagoas é alto por causa da fotossíntese de algas), Temperatura, Radiação ultravioleta presente na Luz solar que atinge a superfície da lagoa, reações foto-oxidativas, e concentrações de oxigênio.
Patógenos Protozoários estão presentes nas águas residuais na forma de cistos ou oocistos. Os helmintos (Vermes) estão presentes na forma de ovos. Os patógenos protozoários e helmintos podem ser removidos pelo mecanismo de Sedimentação. Podem ser obtidas eficiências de remoção muito altas, especialmente se as lagoas de maturação fizerem parte do sistema de tratamento. Nesse caso, o efluente final da lagoa pode estar em conformidade com as diretrizes da Organização Mundial da Saúde para irrigação com resíduos de águas tratadas (ou "água recuperada").  No entanto, o lodo (sedimento) das lagoas pode estar fortemente contaminado com ovos de helmintos, que podem sobreviver mesmo após vários anos armazenando o lodo dentro da lagoa.

## Tipos de Lagoas de Estabilização[3]

### Lagoas Anaeróbias
Lagoas Anaeróbias são mecanismos para o tratamento de esgotos domésticos e despejos industriais com alto teor de matéria orgânica. Este mecanismo trabalha em condições estritamente anaeróbias, ou seja, na ausência de oxigênio dissolvido em meio aquoso.
O processo de tratamento do esgoto em lagoas anaeróbias ocorre da seguinte forma: Primeiramente, o esgoto bruto entra na lagoa anaeróbia por uma extremidade. A matéria orgânica presente no esgoto começa a ser convertida em moléculas mais simples e, posteriormente, em Ácidos, através de bactérias anaeróbias acidogênicas. Não há, nesta fase inicial, remoção de matéria orgânica. Posteriormente, os ácidos produzidos na fase inicial, começam a ser convertidos em metano (〖CH〗_4), gás carbônico (〖CO〗_2) e água (H_2 O), por meio de bactérias anaeróbias metanogênicas. O Metano, substância gasosa, tende a escapar do meio líquido para a Atmosfera da Terra.

As bactérias metanogênicas são muito sensíveis às condições ambientais. Caso sua taxa de reprodução caia, a matéria orgânica deixa de ser eliminada e maus odores começam a aparecer, devido a presença dos ácidos produzidos na primeira etapa, principalmente devido a formação do sulfeto de hidrogênio (H_2 S). É importante, também, que haja o adequado equilíbrio entre as comunidades de bactérias presentes na lagoa.
Não deve haver oxigênio dissolvido no meio aquoso pois as bactérias metanogênicas são estritamente anaeróbias, o que comprometeria a conversão da matéria orgânica. A temperatura do esgoto na lagoa deve estar acima de 15 graus (eficiência máxima entre 30 e 35 graus) e o pH idealmente entre 7,2 a 7,5.
As lagoas anaeróbias não requerem equipamentos especiais e seu consumo de energia é praticamente desprezível. Devem ser profundas, na ordem de 3 m a 5 m, para que sejam reduzidas as possibilidades do oxigênio passar das camadas mais superficiais para as camadas mais profundas, comprometendo o processo de conversão da matéria orgânica pelas bactérias metanogênicas.
Devido à grande profundidade das lagoas anaeróbias, a área requerida para que as lagoas sejam instaladas é menor. Entretanto, o acúmulo de lodo ocorre mais rapidamente, devido justamente ao menor volume apresentado. Dessa forma, é necessário um adequado planejamento de gerenciamento do lodo.
Dependendo do carregamento e das condições climáticas, essas lagoas são capazes de remover entre metade e dois terços da matéria orgânica, diminuindo-a consideravelmente. Entretanto, a quantidade de matéria orgânica remanescente ainda é alta, sendo necessário uma unidade posterior de tratamento, normalmente uma Lagoa Facultativa. O sistema de lagoas anaeróbias seguidas de lagoas facultativas é denominado Sistema Australiano.

### Lagoas Facultativas[6]
Lagoas Facultativas são modelos simplificados de Lagoas de Estabilização. O princípio básico desse mecanismo consiste na retenção do esgoto por períodos relativamente longos e que sejam suficientes para que ocorra a estabilização da matéria orgânica. O processo de estabilização do esgoto ocorre de forma natural, por meio de bactérias aeróbias e anaeróbias.
O processo de tratamento do esgoto em lagoas facultativas ocorre da seguinte forma: Primeiramente, o esgoto bruto entra na lagoa por uma extremidade e percorre toda a extensão da lagoa, até que saia pela outra extremidade. Esse percurso é lento e é necessário que o esgoto seja detido na lagoa por tempo superior a 20 dias. Neste trajeto, a matéria orgânica em suspensão tende a se depositar e acumular no fundo da lagoa, dando origem ao lodo de fundo. O lodo sofrerá decomposição gradativa, por meio de bactérias anaeróbias. Esse processo ocorre em uma faixa denominada como zona anaeróbia. A decomposição do lodo resultará em gás carbônico (〖CO〗_2), água (H_2 O), metano (〖CH〗_4) e outros. Os resquícios da decomposição da matéria orgânica formadora do lodo, resultará em um acúmulo de material inerte na zona anaeróbia. Já a matéria orgânica dissolvida no esgoto, irá sofrer oxidação pelo processo de respiração das bactérias aeróbias, presentes nas camadas superficiais da lagoa, em uma faixa denominada  zona aeróbia. A atividade biológica é fortemente afetada pela temperatura. Dessa forma, esta técnica é mais apropriada para a implantação em locais de clima favorável.
O oxigênio presente na zona aeróbia, necessário para a respiração das bactérias aeróbias e consequente oxidação da matéria orgânica dissolvida no esgoto, é fornecido pelo processo de fotossíntese das algas presentes na lagoa. De forma semelhante, o gás carbônico, necessário para a fotossíntese das algas, é promovido pelo processo de respiração das bactérias. Tem-se, assim, um equilíbrio entre o consumo e produção de oxigênio e gás carbônico.
Para que a fotossíntese ocorra de forma eficiente e haja melhor aproveitamento da energia solar, de modo a garantir oxigênio para promover a atividade das bactérias aeróbias, é necessário que as lagoas sejam construídas em grandes unidades. Dessa forma, é fundamental que haja área disponível para maximizar a exposição das lagoas ao sol. Em casos onde são aplicados  o sistema de lagoas anaeróbias seguidas de lagoas facultativas, os requisitos de áreas para a construção das lagoas facultativas serão menores, uma vez que parte da matéria orgânica presente no esgoto já deve ter sido removida.
Por ser um processo natural, há uma maior simplicidade operacional, de forma a não haver necessidade de equipamentos ou capacitação especial dos operadores que estarão envolvidos com a Lagoa Facultativa. É necessário a remoção do lodo apenas após períodos superiores a 20 anos.

### Lagoas de Maturação[9][10]
Lagoas de maturação são modelos de lagoas de estabilização utilizadas para promover a remoção complementar de poluentes como: coliformes, nitrogênio amoniacal e sólidos, bem como de resquícios de matéria orgânica. Essas lagoas são incluídas na linha de tratamento quando altas eficiências de remoção de patógenos são necessárias, seja para descarga do efluente tratado em corpos d'água, irrigação ou aqüicultura. As lagoas de maturação geralmente são empregadas após lagoas facultativas e Reatores Anaeróbio de Fluxo Ascendente e Manta de lodo (UASB). [16]. Elas também podem ser colocadas após um processo de lodo ativado.
As lagoas de maturação devem ser fotossintéticas e aeróbias. Dessa forma, as profundidades dessas lagoas devem ser menores do que as profundidades de lagoas facultativas. A profundidade útil adotada em lagoas de maturação é, normalmente, entre 0,8 m e 1,2 m. Profundidades menores do que 0,8 m podem ser prejudiciais para o processo, uma vez que podem possibilitar o surgimento de plantas aquáticas enraizadas no fundo do tanque. As lagoas rasas se beneficiam da alta atividade fotossintética decorrente da penetração da radiação solar. Os valores de pH são altos por causa da fotossíntese intensa, e a penetração da radiação ultravioleta ocorre nas camadas superiores. Ambos os fatores promovem a remoção de bactérias e vírus patogênicos. Também devem apresentar uma grande área de superfície, para que mais oxigênio possa se dissolver na água, provendo às bactérias oxigênio suficiente. Dada a alta área superficial das lagoas de maturação, cistos de protozoários e ovos de helmintos também são removidos, com a sedimentação como principal mecanismo.
O tempo de detenção hidráulica deve ser superior a 10 dias e a taxa de aplicação deve ser de até 50 kg de matéria orgânica ao dia.

### Aplicações[3]
As lagoas de estabilização são muito eficientes em seu objetivo primário de remover matéria orgânica e, sob certas condições, organismos patogênicos. Seus critérios de projeto mudaram muito pouco ao longo dos anos. A simplicidade do sistema se dá pelo processo natural que ocorre no meio fazendo com que os custos de implantação, operação, manutenção sejam baixos. No entanto, necessita de um longo tempo de detenção para que todo o processo de reações se complete, o que resulta em grandes requisitos de área. Dito isso esse método é indicado onde a terra é barata, o clima é favorável e se deseja ter um método de tratamento que não requeira equipamentos ou uma capacidade especial de operadores.
As lagoas de estabilização funcionam bem em quase todos os ambientes e podem tratar a maioria dos tipos de águas residuárias, lixiviados de aterro sanitário e efluentes industriais. Eles são particularmente adequados para países tropicais e subtropicais, porque a intensidade da luz solar e da temperatura são fatores-chave para a eficiência dos processos de remoção. Lagoas são usadas em todo o mundo. Em muitos países e regiões, os tanques são o processo de tratamento mais utilizado. Por esta razão, eles são um dos processos recomendados pela OMS para o tratamento de águas residuárias para reuso na agricultura e aquicultura, especialmente por causa de sua eficácia na remoção de nematóides (vermes) e ovos de helmintos.

### Operação e manutenção[6]
Em relação à operação e manutenção, as tarefas executadas pela equipe operacional são muito simples e não requerem habilidades especiais. Além disso não há necessidade de manutenção de equipamentos pesados e não há remoção, tratamento e descarte frequente de lodo.
As lagoas de estabilização exigem pouca manutenção, já que não há equipamentos elétricos ou mecânicos que requeiram atenção. Manutenções rotineiras estão ligadas ao tratamento preliminar, onde é necessário a limpeza de telas e remoção de areia. É importante, também, a verificação rotineira das tubulações, açudes e demais estruturas hidráulicas, bem como e remoção de vegetação indesejada dos terrenos ao redor das lagoas de estabilização.
O que se acumula dentro das lagoas precisa ser removido em intervalo de vários anos, configurando uma grande vantagem do sistema. No entanto, quando a remoção é necessária, geralmente é uma operação cara e trabalhosa. A remoção é mais freqüente em lagoas anaeróbias, devido ao seu menor volume e menor capacidade de armazenar o lodo, em comparação com as lagoas facultativas. Em lagoas facultativas, a remoção de lodo pode ser necessária apenas em intervalos de 15 a 25 anos. Já nas lagoas de maturação, o acúmulo de lodo é muito baixo.
A remoção de lodo pode ser feita de duas maneiras básicas: (i) interrompendo-se a operação da lagoa para a remoção do lodo ou (ii) mantendo a lagoa em operação durante sua remoção.
No primeiro caso, a água residual afluente à lagoa cujo lodo será removido, é fechada e a lagoa é drenada, de forma que o lodo é deixado para secagem a céu aberto durante várias semanas. Neste período, as águas residuais a serem tratadas precisam ser desviadas para as outras lagoas do sistema. Depois que o lodo seca, sua remoção pode ser feita manualmente, o que pode ser muito trabalhoso em grandes lagoas. O lodo seco também pode ser removido mecanicamente com a ajuda de tratores ou raspadores mecânicos.
Em casos onde a lagoa é deixada em operação durante a lavagem, o lodo removido ainda estará úmido e necessitará de um período de secagem, que ocorrerá fora da lagoa. Neste caso, a remoção do lodo pode ser feita através de sucção e bombeamento com uso de caminhões apropriados, dragagem, bombeamento de jangadas e outros equipamentos mecânicos.
Independentemente do método a ser empregado para a remoção do lodo de fundo, a quantidade de material a ser removida é muito alta e trabalhosa, de forma a ser uma atividade que requer um planejamento cuidadoso.

### Custos[6]
Na seleção de um processo de tratamento de águas residuais, além dos aspectos técnicos que são relevantes para cada alternativa, os fatores de custo também desempenham um papel muito importante. Estes últimos podem ser basicamente divididos em (i) custos de construção e (ii) custos de operação e manutenção. As lagoas de estabilização de resíduos são geralmente consideradas uma alternativa barata em termos de custos de construção. No entanto, os custos finais dependerão essencialmente do tamanho das lagoas, presença de lagoas de maturação na configuração do processo, topografia, condições do solo, nível do lençol freático e custo da terra.
Como todos esses elementos são específicos do local, é difícil generalizar os custos gerais de construção. Na maioria dos casos, estes serão menores em comparação com outras alternativas de tratamento de águas residuais. Dependendo da situação específica da área, os custos de construção podem aumentar e subir de nível com outras tecnologias.
As lagoas de estabilização de resíduos são um dos processos de tratamento de águas residuais mais baratos em termos de operação e manutenção.